# بيني غرين (عازف بيانو)
بيني غرين (بالإنجليزية: Benny Green)‏ (و. 1963  م) هو عازف بيانو، وعازف جاز أمريكي، ولد في نيويورك، يستخدم آلات بيانو.

## التعليم
تعلم في ثانوية بيركيلي ‏
.

## روابط خارجية
- بيني غرين على موقع ميوزك برينز (الإنجليزية)
- بيني غرين على موقع أول ميوزيك (الإنجليزية)
- بيني غرين على موقع ديسكوغز (الإنجليزية)